# Genoa City
Genoa City est une ville imaginaire du Wisconsin où se déroule l'action du feuilleton télévisé Les Feux de l'amour. Censée être située au bord du lac Michigan entre Chicago et Milwaukee, il s’agit dans le feuilleton d'une grande ville de plusieurs millions d'habitants dans laquelle les entreprises Newman et Jabot, au cœur de la série, ont leurs sièges sociaux.
Dans le Wisconsin, une petite ville américaine de 3 042 habitants porte bien le nom de Genoa City – partiellement dans les comtés de Kenosha et de Walworth près de la frontière entre l’État de l’Illinois et du Wisconsin – mais elle n'a pas de rapport avec la ville du feuilleton. Cependant, certaines des rues portent les noms des familles du célèbre feuilleton : rue Chancellor, rue Fenmore...